# Eremiaphila uvarovi
Eremiaphila uvarovi es una especie de mantis de la familia Eremiaphilidae.

## Distribución geográfica
Se encuentra en Jordania.